# Distretto di Şəki
Il distretto di Şəki (in azero: Şəki rayon) è un distretto dell'Azerbaigian. Il capoluogo del distretto è Şəki.